# Henry County (Indiana)
Henry County is een county in de Amerikaanse staat Indiana.
De county heeft een landoppervlakte van 1.018 km² en telt 48.508 inwoners (volkstelling 2000). De hoofdplaats is New Castle.

## Bevolkingsontwikkeling

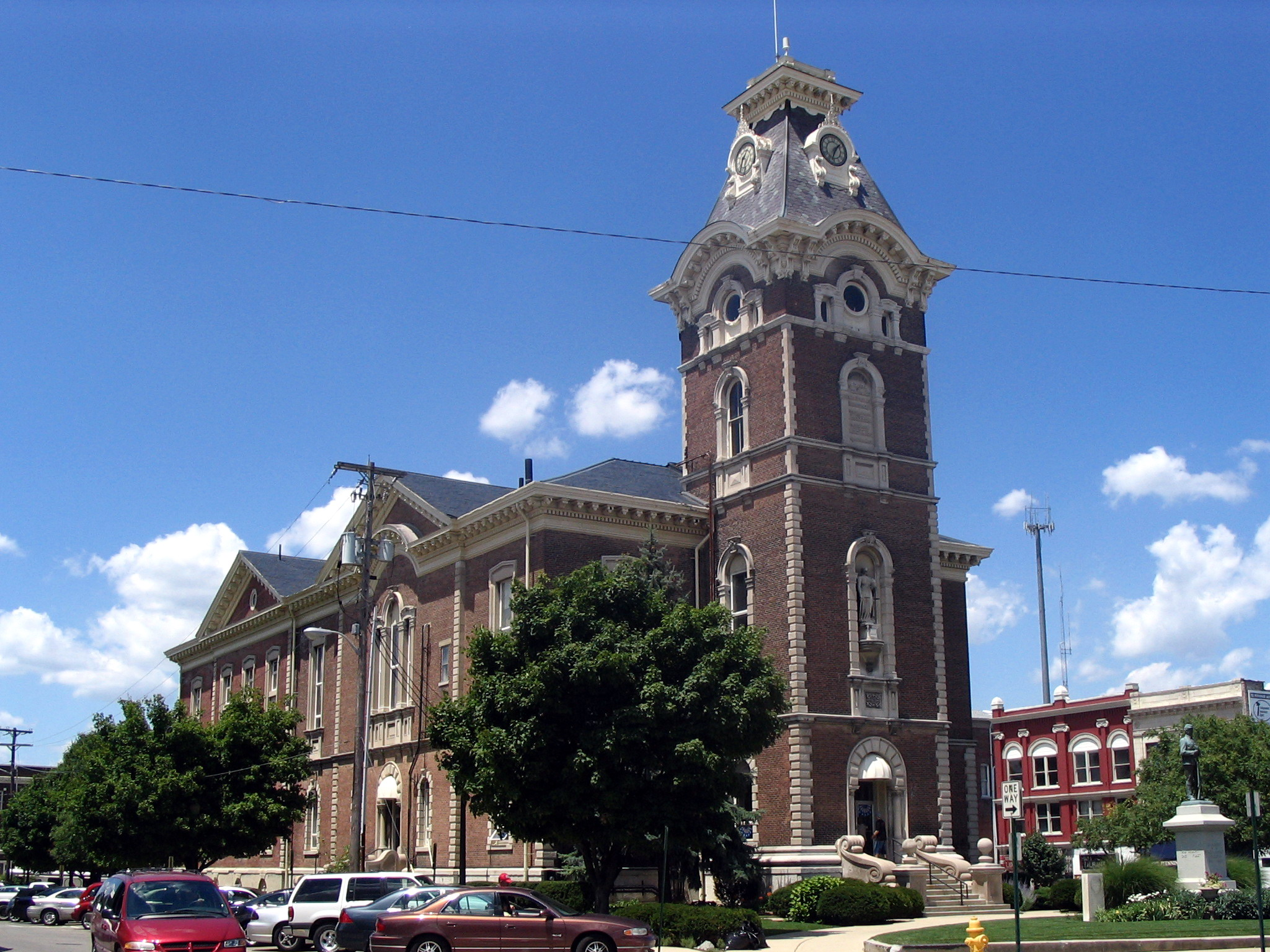
Henry County Courthouse in New Castle